# Ranton
Ranton és un municipi francès situat al departament de la Viena i a la regió de la Nova Aquitània. L'any 2007 tenia 192 habitants.

## Demografia

### Població
El 2007 la població de fet de Ranton era de 192 persones. Hi havia 84 famílies de les quals 32 eren unipersonals (16 homes vivint sols i 16 dones vivint soles), 24 parelles sense fills i 28 parelles amb fills.
La població ha evolucionat segons el següent gràfic:
Habitants censats

### Habitatges
El 2007 hi havia 117 habitatges, 85 eren l'habitatge principal de la família, 23 eren segones residències i 9 estaven desocupats. Tots els 116 habitatges eren cases. Dels 85 habitatges principals, 76 estaven ocupats pels seus propietaris, 8 estaven llogats i ocupats pels llogaters i 1 estava cedit a títol gratuït; 6 tenien dues cambres, 10 en tenien tres, 22 en tenien quatre i 47 en tenien cinc o més. 83 habitatges disposaven pel capbaix d'una plaça de pàrquing. A 38 habitatges hi havia un automòbil i a 41 n'hi havia dos o més.

### Piràmide de població
La piràmide de població per edats i sexe el 2009 era:
| Homes | Edats   | Dones |
| ----- | ------- | ----- |
| 0     | 95 o +  | 4     |
| 0     | 90 a 94 | 0     |
| 0     | 85 a 89 | 0     |
| 0     | 80 a 84 | 0     |
| 8     | 75 a 79 | 12    |
| 12    | 70 a 74 | 8     |
| 4     | 65 a 69 | 8     |
| 4     | 60 a 64 | 8     |
| 0     | 55 a 59 | 4     |
| 8     | 50 a 54 | 4     |
| 8     | 45 a 49 | 8     |
| 4     | 40 a 44 | 0     |
| 4     | 35 a 39 | 0     |
| 4     | 30 a 34 | 4     |
| 8     | 25 a 29 | 4     |
| 8     | 20 a 24 | 4     |
| 0     | 15 a 19 | 4     |
| 0     | 10 a 14 | 0     |
| 4     | 5 a 9   | 4     |
| 4     | 0 a 4   | 4     |

## Economia
El 2007 la població en edat de treballar era de 110 persones, 81 eren actives i 29 eren inactives. De les 81 persones actives 74 estaven ocupades (39 homes i 35 dones) i 7 estaven aturades (3 homes i 4 dones). De les 29 persones inactives 8 estaven jubilades, 11 estaven estudiant i 10 estaven classificades com a «altres inactius».

### Ingressos
El 2009 a Ranton hi havia 84 unitats fiscals que integraven 201 persones, la mediana anual d'ingressos fiscals per persona era de 14.242 €.

### Activitats econòmiques
Dels 6 establiments que hi havia el 2007, 2 eren d'empreses de construcció, 3 d'empreses de comerç i reparació d'automòbils i 1 d'una empresa de serveis.
Dels 2 establiments de servei als particulars que hi havia el 2009, 1 era un paleta i 1 fusteria.
L'any 2000 a Ranton hi havia 12 explotacions agrícoles que ocupaven un total de 588 hectàrees.

## Equipaments sanitaris i escolars
El 2009 hi havia una escola elemental integrada dins d'un grup escolar amb les comunes properes formant una escola dispersa.

## Poblacions més properes
El següent diagrama mostra les poblacions més properes.